# Cisco (peixe)
Os ciscos são peixes salmonídeos do gênero Coregonus que diferem de outros membros do gênero por terem mandíbulas superior e inferior de comprimento aproximadamente igual e alta contagem de raker brânquia. Essas espécies têm sido o foco de muitos estudos recentemente, à medida que os pesquisadores buscam determinar as relações entre as espécies que parecem ter evoluído muito recentemente. O termo cisco também é usado especificamente para a espécie norte-americana Coregonus artedi, também conhecida como arenque do lago.
Em classificações taxonômicas anteriores, os ciscos foram identificados como um subgênero Leucichthys do gênero Coregonus. Com base em dados moleculares, esta não é uma classificação natural, pois os ciscos são polifiléticos, compreendendo duas linhagens diferentes dentro dos peixes brancos de água doce.

## Ciscoes continentais da América do Norte:Coregonus artedisensu lato
Oito táxons de cisco foram reconhecidos nos Grandes Lagos Laurentianos e em outros lagos do interior da outrora glaciar da América do Norte.
- † Longjaw cisco - Coregonus alpenae
- Cisco (cisco do lago, cisco do norte ou arenque do lago) - Coregonus artedi
- † Cisco do fundo - Coregonus johannae
- Inchado - Coregonus hoyi
- Kiyi - Coregonus kiyi
- † Cisco barbatana preta - Coregonus nigripinnis
- Cisco nariz curto- Coregonus reighardi (possivelmente extinto)
- Cisco queixo curto- Coregonus zenithicus

Normalmente, vários táxons de ciscoes são encontrados em um único lago. Eles exibem diferentes distribuições de habitat, hábitos de alimentação e procriação e adaptações morfológicas, por exemplo, em seus números de raker brânquia. Nos Grandes Lagos, coexistem pelo menos cinco ciscos.
De acordo com as análises genéticas, esses tipos de cisco não representam linhagens evolutivas únicas e separadas, mas os morfos de cisco semelhantes evoluíram e atingiram suas características específicas de maneira amplamente independente em cada lago. Portanto, foi sugerido que eles não deveriam ser reconhecidos formalmente como táxons distintos, mas todos considerados membros de uma única espécie, Coregonus artedi (sensu lato) . ou complexo Coregonus artedi. No entanto, para fins de conservação e manejo, os morfos simpátricos em cada lago devem ser considerados ESUs, unidades evolutivamente significativas. Esta visão taxonômica não é amplamente aceita, no entanto, o que complicou as discussões sobre o estado de conservação de algumas espécies .
Ciscoes têm sido explorados na pesca comercial, particularmente nos Grandes Lagos Laurentian, onde as formas de águas profundas eram a base da chamada pesca de chub. A pesca do chub nada tinha a ver com as várias espécies de peixes ciprinídeos conhecidas como chubs, mas baseava-se exclusivamente nas várias espécies de ciscoes. A pesca continuou à medida que os estoques de cisco caíam e as espécies não nativas, como a lampreia do mar, a anchova arco-íris e a alewife se espalharam pelo sistema e aumentaram em abundância. Alewife, em particular, foi apontada como predadora de ovos e larvas de cisco e como competidora de ciscos. A pescaria mudou o foco de espécie para espécie à medida que o número de cisco diminuiu e está praticamente extinto há alguns anos.

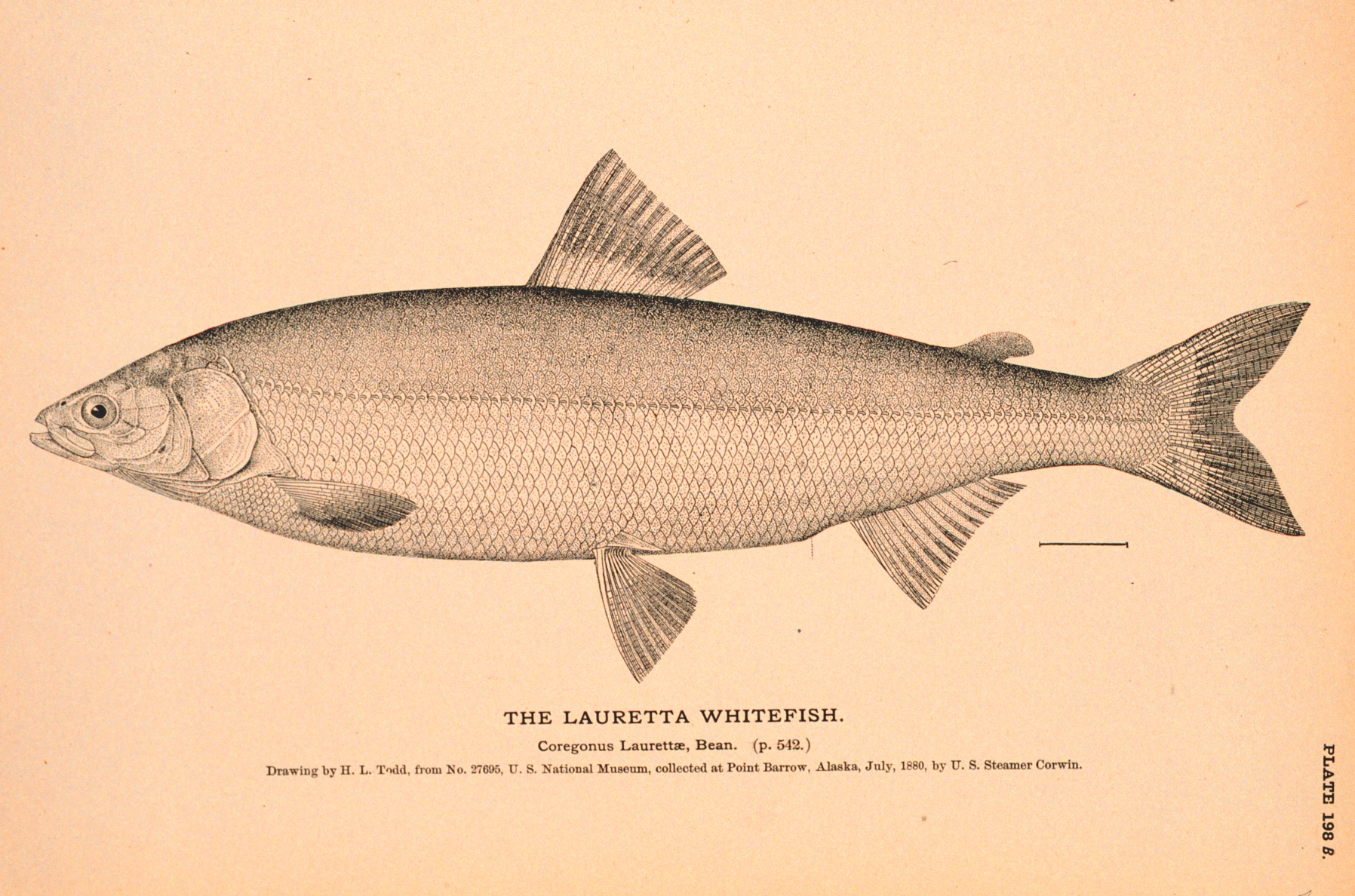
Cisco Bering

## Ciscos do noroeste da América do Norte
Três espécies de cisco habitam as águas do noroeste da América do Norte. Foi descoberto que estes representam linhagens evolutivas distintas, por dados genéticos.
- Cisco ártico - Coregonus autumnalis
- Cisco Bering - Coregonus laurettae
- Least cisco - Coregonus sardinella

## Ciscos eurasiáticos
Os intervalos das três espécies de cisco acima se estendem por Beríngia até a costa asiática. Destes, o cisco ártico e menos o cisco (= sardinha cisco ) estão espalhados pelo norte da Sibéria. Nas águas interiores do norte da Europa, o cisco europeu ou vendace (Coregonus albula) substitui o cisco da sardinha siberiana. Algumas das linhagens de cisco são geneticamente muito próximas, como a cisco europeia e a sardinha. Dentro de algumas espécies, populações separadas geograficamente foram tratadas como táxons distintos, apesar das relações genéticas próximas, como o vendace e o pollan (Cisco ártico) nas Ilhas Britânicas. O cisco europeu também evoluiu em populações simpátricas ecologicamente distintas ou ecomorfos independentemente dentro de vários lagos (por exemplo, populações de desova de outono e primavera, morfos normais e anões), que foram designados como táxons distintos, tornando a sistemática complicada como no Coregonus artedi norte-americano complexo.
- Cisco Bering - Coregonus laurettae
- Cisco ártico - Coregonus autumnalis
  - Pollan irlandês - " Coregonus pollan ": uma subespécie irlandesa ou grupo de populações
- Sardinha cisco (= menos cisco) - Coregonus sardinella
- Peled - Coregonus peled : parte do complexo C. sardinella[5]
- Cisco europeu (= vendace) - Coregonus albula
  - " Coregonus vandesius ": grupo de populações britânicas
  - Stechlin cisco - Coregonus fontanae : espécie-irmã anã simpátrica local de desova de primavera
  - Coregonus trybomi : espécie-irmã simpátrica local que desova na primavera
  - Coregonus lucinensis : espécie simpátrica local irmã anã

## Filogenia
Com base em dados moleculares do DNA mitocondrial, as ciscoes compreendem dois grupos distintos e não relacionados:
- O complexo Coregonus artedi junto com as linhagens C. laurettae e C. autumnalis
- O complexo Coregonus sardinella, incluindo C. peled e C. albula . Este grupo está mais relacionado aos "verdadeiros peixes brancos" (por exemplo, o peixe branco comum C. lavaretus, o peixe branco do lago C. clupeaformis ) do que os ciscoes do complexo C. artedi.